# Liparis bicolor
Liparis bicolor är en orkidéart som beskrevs av Johannes Jacobus Smith. Liparis bicolor ingår i släktet gulyxnen, och familjen orkidéer. Inga underarter finns listade i Catalogue of Life.